# Daniel Carleton Gajdusek
Daniel Carleton Gajdusek (Yonkers, 9 de setembro de 1923 — Tromsø, 12 de dezembro de 2008) foi um médico virologista e antropólogo estadunidense.

## Carreira
Foi agraciado com o Nobel de Fisiologia ou Medicina de 1976, por realizar pesquisas, junto com Baruch Samuel Blumberg, sobre a origem e disseminação das doenças infecciosas.
Graduado na Universidade de Rochester em 1943, fez o mestrado em pediatria na Universidade de Harvard. Foi para a Austrália trabalhar como pesquisador visitante no Walter and Eliza Hall Institute of Medical Research em Melbourne, onde pesquisando imunologia e virologia, desenvolveu estudos paralelos em doenças infantis em populações aborígenes australianas e da Nova Guiné e descobriu a causa da doença de kuru, uma doença viral que ataca o cérebro, comum entre os aborígenes.

## Condenações por abuso sexual infantil
Daniel Carleton Gajdusek trouxe dezenas de crianças (em sua maioria meninos) do Pacífico Sul aos Estados Unidos, oferecendo-lhes oportunidades de estudo. No entanto, um dos jovens, já adulto, o acusou de abuso sexual. Em 1996, surgiram provas – incluindo anotações de diários e o testemunho de uma vítima – que o incriminavam por molestar meninos. Gajdusek se declarou culpado em 1997 e cumpriu 12 meses de prisão; após ser libertado em 1998, mudou-se para a Europa e nunca mais voltou aos Estados Unidos.
Documentos e declarações indicam que Gajdusek tinha relações sexuais com meninos em lugares como Nova Guiné e ilhas polinésias, e o documentário The Genius and the Boys (2009) registra depoimentos de sete homens que afirmam ter sido abusados por ele na infância. Alguns descrevem a situação como perturbadora e abusiva; outros relatam vergonha. No filme, Gajdusek chega a admitir abertamente o abuso e endossar incesto.

## Publicações (parcial)

### Livros
- Acute Infectious Hemorrhagic Fevers and Mycotoxicosis in the Union of Soviet Socialist Republics (1953), Washington, D.C.: Walter Reed Army Medical Center.

### Artigos e monografias
Daniel C. Gajdusek foi um prolífico autor de ciência e publicou mais de 1 000 artigos originais, revisões e comentários em revistas científicas e médicas. Esta é uma lista incompleta de alguns dos mais citados.
- Gajdusek, Daniel Carleton. Unconventional viruses and the origin and disappearance of kuru. National Institutes of Health, 1977.
- Gajdusek; Carleton, Daniel; Gibbs, Clarence J.; Alpers, Mâ (1966). «Experimental transmission of a Kuru-like syndrome to chimpanzees». Nature. 209 (5025): 794–796. Bibcode:1966Natur.209..794G. PMID 5922150. doi:10.1038/209794a0
- Gajdusek, Daniel Carleton (1957). «Degenerative disease of the central nervous system in New Guinea: the endemic occurrence of "kuru" in the native population». New England Journal of Medicine. 257 (20): 974–978. PMID 13483871. doi:10.1056/nejm195711142572005
- Gajdusek, Daniel Carleton (1985). «Hypothesis: interference with axonal transport of neurofilament as a common pathogenetic mechanism in certain diseases of the central nervous system». The New England Journal of Medicine. 312 (11): 714–719. PMID 2579335. doi:10.1056/nejm198503143121110
- Gibbs, Clarence J.; Carleton Gajdusek, Daniel (1969). «Infection as the etiology of spongiform encephalopathy (Creutzfeldt–Jakob disease)». Science. 165 (3897): 1023–1025. Bibcode:1969Sci...165.1023G. PMID 5804726. doi:10.1126/science.165.3897.1023